# Finnian de Clonard

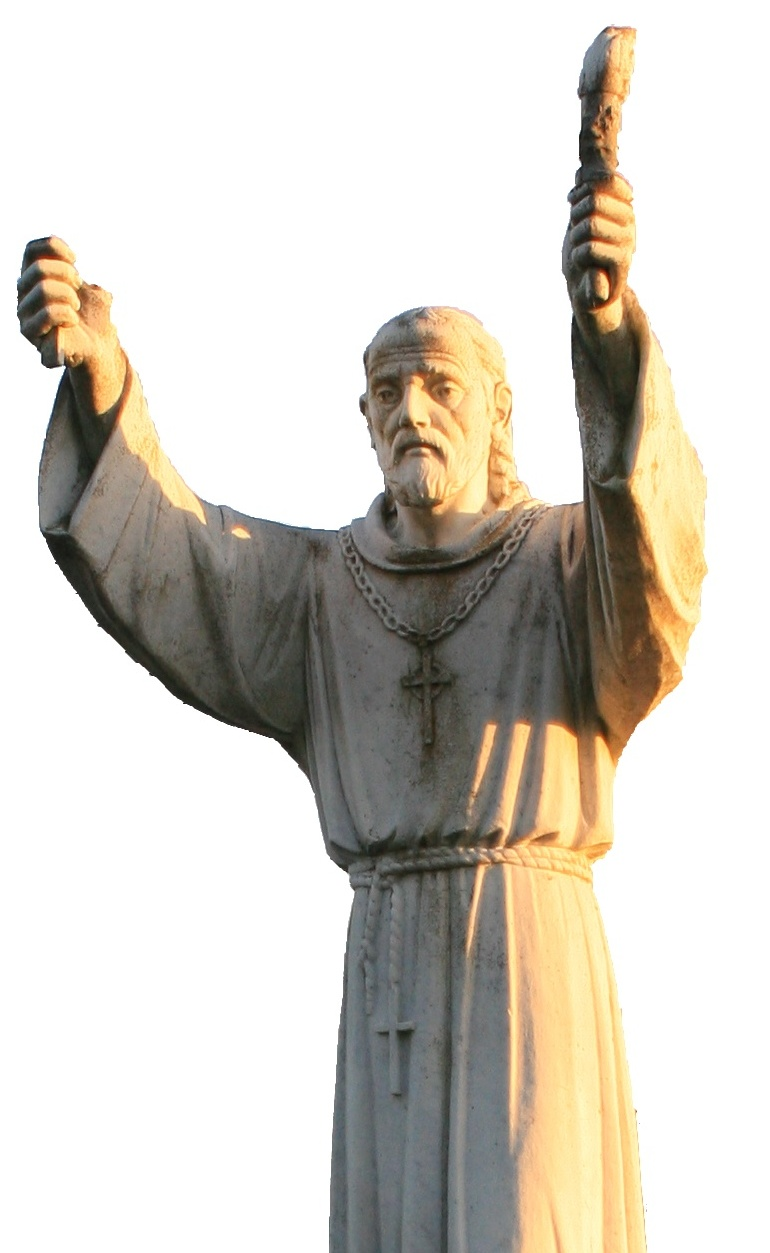
Imagen de San Finnian en Clonard.

Finnian de Clonard (470 - 549) ('Cluain Eraird'), también llamado Finian, Fionán o Fionnán en irlandés; o Vennianus y Vinniaus en latín  fue un monje irlandés y santo de la iglesia católica, que conmemora su festividad el 12 de diciembre, al menos desde el siglo IX, cuando está testificada en un martirologio español.
Fundó el monasterio o abadía de Clonard (en el actual County Meath). Se le considera el maestro de los Doce Apóstoles de Irlanda. Junto con San Enda de Aran está considerado el fundador del monacato irlandés.

## Biografía
Nació en Myshall (actualmente en County Carlow). Su padre fue Rudraigh, un noble de Úlster; su madre, Telach de Leinster. A temprana edad fue puesto al cuidado de San Fortchern, bajo cuya dirección viajó a Gales para perfeccionarse en las virtudes y sabiduría cristianas que le proporcionaron los grandes santos de ese país. Allí estudió con San Cadoc en Llancarfan (Glamorganshire).

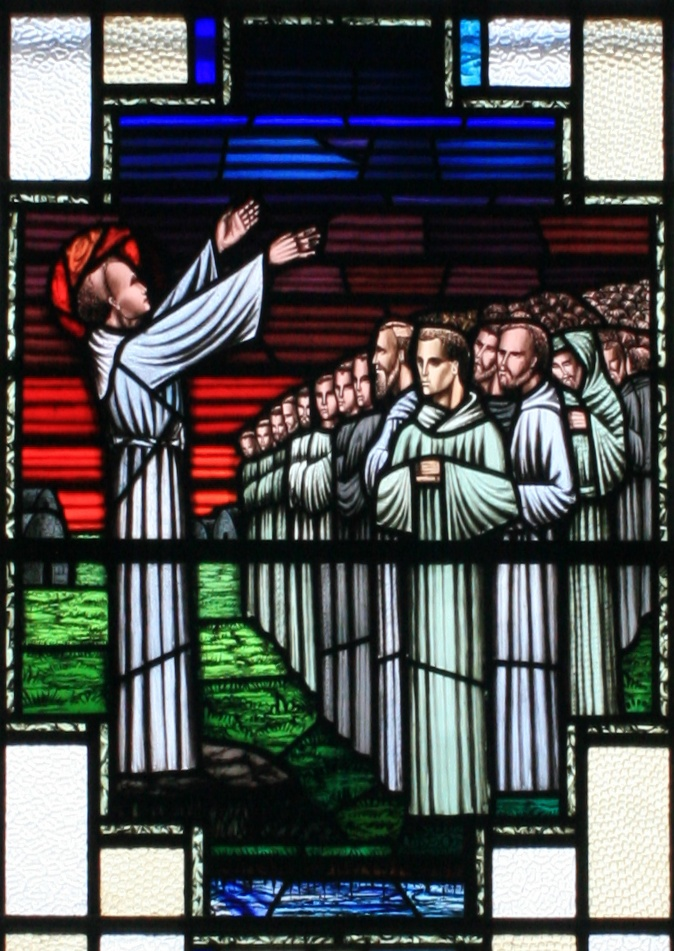
San Finnian y sus discípulos en una vidriera de la iglesia de San Finian de Clonard.

Según el Codex Salmanticensis (donde se recopilan las hagiografías irlandesas), tras una larga estancia en Gales, a los treinta años de edad, volvió a su tierra natal y fue recorriendo lugares predicando, enseñando y fundando iglesias. Entre ellas estuvo Skellig Michael o Great Skellig a ocho millas de la costa de County Kerry, hoy declarada Patrimonio de la Humanidad. Su primer monasterio lo fundó en Aghowle (County Wicklow). Hacia el año 520, un ángel le guio hacia Cluain Eraird o Clonard (County Meath) a orillas del Boyne, donde el ángel le dijo que sería el lugar de su resurrección. Allí construyó una pequeña celda y una iglesia de barro y cañas, que tiempo después se reformó en piedra. Comenzó una vida de estudio, mortificación y oración. La fama de su sabiduría y santidad se extendió, y acudieron muchos para aprender de él (tanto jóvenes como adultos, laicos como eclesiásticos, abades y obispos). En tal escuela llegaron a recibir instrucción tres mil discípulos.
No se conoce la fecha de su muerte, pero probablemente coincidió con la peste de 549. Se le enterró en su propia iglesia de Clonard. 
Clonard se convirtió en una escuela monástica importante, que pervivió siglos tras la muerte de San Finnian, aunque sufrió las invasiones danesas, especialmente en el siglo XI, donde también sufrió el ataque de dos irlandeses: O'Rorke de Breifney y Diarmait Mac Murchada (o Dermod McMurrough). Las reliquias de San Finnian fueron destruidas en 887. La importancia de Clonard decayó con la transferencia de la sede episcopal de Meath desde Clonard a Trim, que realizó el obispo de Rochfort en 1206 (tras la conquista normanda de Irlanda). El monasterio de Clonard pasó posteriormente a la jurisdicción de Uí Néill, compartiendo abad con Kildare o con Clonmacnoise.